# Rubikon (album)
Rubikon – pierwsza w pełni autorska płyta Piotra Rubika.
Wśród osiemnastu kompozycji znalazły się znane utwory jak „Dotyk” Edyty Górniak, czy „Niech mówią, że to nie jest miłość” Olgi Szomańskiej i Przemysława Brannego oraz nagrania premierowe takie jak duet Roberta Janowskiego i Katarzyny Skrzyneckiej w utworze „Ten, którego kocham”, czy „Odmierzam czas” Wojciecha Dmochowskiego.
Oprócz wyżej wymienionych artystów pojawiają się również Fiolka, Michał Bajor, Małgorzata Walewska i Tytus Wojnowicz. Całość uzupełnia sygnał dźwiękowy Wiadomości TVP1 oraz teledysk z Festiwalu Jedynki Sopot 2005.
Album uzyskał status potrójnie platynowej płyty.

## Lista utworów
1. „Tańcząc w słońcu” – Tytus Wojnowicz
2. „Niedorosła miłość” – Georgina Tarasiuk
3. „Szkoda naszych łez” – Katarzyna Skrzynecka
4. „Dotyk” – Edyta Górniak
5. „Rubikon” – Orkiestra pod dyr. kompozytora
6. „Ten, którego kocham” – Katarzyna Skrzynecka/Robert Janowski (nagranie premierowe)
7. „Odmierzam czas” – Wojciech Dmochowski (nagranie premierowe)
8. „Fiolkah” – Fiolka
9. „Dla ciebie” – Mariusz Mielczarek (saksofon)
10. „Niech mówią, że to nie jest miłość” – Olga Szomańska / Przemysław Branny (wersja „live” z Festiwalu w Sopocie)
11. „Co ma przeminąć...” – Michał Bajor
12. „Canto D’Ucelli” – Małgorzata Walewska
13. „Pożegnanie (2/04/05, godz. 21:37)” – Piotr Rubik (instr.)
14. „Dove Vai” – Małgorzata Walewska, Fiolka, Michał Bajor
15. „Guardami Amore” – Małgorzata Walewska, Marek Torzewski
16. „Scherzo” – Tytus Wojnowicz
17. „Please Don’t Go” – Piotr Rubik
18. „Wiadomości TVP” – Piotr Rubik (instr.)

## Sprzedaż
| Lista | Kraj   | Pozycja |
| ----- | ------ | ------- |
| OLiS  | Polska | 1       |